# Skandinaviske bjerge
 Der er for få eller ingen kildehenvisninger i denne artikel, hvilket er et problem. Du kan hjælpe ved at angive troværdige kilder til de påstande, som fremføres i artiklen.

De skandinaviske bjerge, også kaldet Kjølen (svensk: Skanderna, Fjällen eller Kölen), er betegnelsen på den bjergkæde, som går langs Den skandinaviske halvø og i dag danner grænse mellem Norge og Sverige. Vestsiden af bjergene går stejlt ned mod Nordsøen og Norskehavet og danner fjordene i Norge, mens de i nordøst hælder langsomt mod Finland. I nord danner de grænsen mellem Norge, Sverige og Finland, men er stort set ikke mere end åse i nærheden af Nordkap.
Bjergene er ikke særlig høje, og Galdhøpiggen i Sydnorge er det højeste med 2.469 meter over havet. Idet de ligger forholdsvis langt mod nord og får en jævn tilførsel af fugtighed fra vest, findes der alligevel mange ismarker og gletsjere. Mange af bjergene er også meget stejle, og dette giver dem et pragtfuldt og dramatisk udseende. Kebnekaise er den højeste top på svensk side med 2.104 meter over havet, mens Halti er det højeste i Finland med 1.328 meter over havet. Gaustatoppen (1883 m.o.h.) ved Rjukan har en af Norges bedste udsigter.
I forbindelse med den kaledonske orogenese kolliderede småkontinentet Baltica med Laurentia i Silur (maxima ca. 425 millioner år). Det skabte de skandinaviske bjerge, foruden bjergene i Østgrønland, Skotland, Irland samt Newfoundland. De skandinaviske bjerge er som andre kaledonske bjergkæder som fx Appalacherne i Nordamerika eroderede. For ca. 55 millioner år siden i (Eocæn) løsrev Grønland sig fra Norge og har udvidet Nordatlanten lige siden. De dybe fjorde er dannet af de kvartære istider.

## De højeste fjelde i Norge
Af de ti højeste fjelde i Skandinavien ligger syv i Oppland i Norge. De sidste tre ligger i Sogn og Fjordane. Der er 83 bjergtoppe, som er lige høje eller højere end 2.200 meter i Norge.
1. 2.469 m Galdhøpiggen (Oppland)
2. 2.464 m Glittertind (Oppland)
3. 2.405 m Storen (Sogn og Fjordane)
4. 2.387 m Store Styggedalstinden øst (Sogn og Fjordane)
5. 2.383 m Store Styggedalstinden vest (Sogn og Fjordane)
6. 2.373 m Store Skardstind (Oppland)
7. 2.369 m Vesle Galdhøpiggen (Oppland)
8. 2.368 m Surtningssue (Oppland)
9. 2.364 m Store Memurutind vest (Oppland)
10. 2.363 m Store Memurutind øst (Oppland)

## De højeste bjerge i Sverige
Der er tolv bjergtoppe i Sverige over 2.000 meter. Otte af dem ligger i Sarek Nationalpark, og de andre fire ligger længere mod nord i området omkring Kebnekaise.
1. 2.111 m Kebnekaise (Lappland)
2. 2.089 m Sarektjåkka, Stortoppen (Lappland)
3. 2.076 m Kaskasatjåkka (Lappland)
4. 2.056 m Sarektjåkka, Nordtoppen (Lappland)
5. 2.043 m Kaskasapakte (Lappland)
6. 2.023 m Sarektjåkka, Sydtoppen (Lappland)
7. 2.016 m Akka, Stortoppen (Lappland)
8. 2.010 m Akka, Nordvästtoppen (Lappland)
9. 2.010 m Sarektjåkka, Buchttoppen (Lappland)
10. 2.005 m Pårtetjåkkå (Lappland)
11. 2.002 m Palkattjåkkå (Lappland)

## De højeste bjerge i Finland
1. 1.328 m Halti (Lappi/Finnmark)
2. 1.317 m Ridnitšohkka (Lappi)
3. 1.280 m Kiedditsohkka (Lappi)
4. 1.240 m Kovddoskaisi (Lappi)
5. 1.239 m Ruvdnaoaivi (Lappi)
6. 1.180 m Loassonibba (Lappi)
7. 1.150 m Urtasvaara (Lappi)
8. 1.144 m Kahperusvaarat (Lappi)
9. 1.130 m Aldorassa (Lappi)
10. 1.100 m Kieddoaivi (Lappi)

### Udsigtspunkter i Finland
- 1.029 m Saana (Lappi)